# Jean-Jacques Urvoas
Pour les articles homonymes, voir Urvoas.
Jean-Jacques Urvoas, né le 19 septembre 1959 à Brest (Finistère), est un juriste et homme politique français.
Membre du Parti socialiste (PS), il est député de la première circonscription du Finistère (Quimper) entre 2007 et 2017, président de la commission des Lois de l'Assemblée nationale de 2012 à 2016 et ministre de la Justice de 2016 à 2017, dans les gouvernements de Manuel Valls et de Bernard Cazeneuve.
En 2019, il est condamné pour violation du secret professionnel par la Cour de justice de la République.
Il est aujourd'hui professeur en droit public à l'université de Bretagne-Occidentale, où il enseigne le droit constitutionnel et la science politique.

## Biographie

### Enfance, études et emploi
Jean-Jacques Urvoas naît à Brest d’un père pharmacien général de l’armée, et d’une mère au foyer. Il étudie au collège Saint-François de Lesneven puis au lycée Amiral-Ronarc'h à Brest ; il se décrit comme « un vrai cancre », indiquant avoir « failli redoubler [sa] seconde » et obtenu son baccalauréat au repêchage. Après des études de droit public à l'université de Bretagne occidentale et des études de sciences politiques à l'université de Rennes I, il poursuit son cursus à Paris 1 en obtenant un diplôme d'études supérieures spécialisées (DESS) de communication politique et sociale à la Sorbonne en rédigeant un mémoire sur la popularité comparée de Michel Rocard et de Simone Veil. En 1996, il obtient à Brest[Où ?] un doctorat en science politique avec une thèse consacrée au « Tableau électoral de la Bretagne occidentale, 1973-1993 » dirigée par Jacques Baguenard. En 1998, il devient maître de conférences en droit public à l'université de Bretagne occidentale et à l'Institut de préparation à l'administration générale de Brest (IPAG Brest). Il y enseigna le droit constitutionnel et la science politique dans l'unité de formation et de recherche (UFR) de droit. Depuis son élection à l'Assemblée nationale française, il est en détachement de la fonction publique.
Il s'engage une première fois au Parti socialiste français (PS) en 1977 mais en part déçu par l'absence de « souffle épique ». Séduit par Michel Rocard, il y revient par intermittences jusqu'en 1981. En 1983, il est candidat en huitième position sur la liste soutenue par l'UNEF-ID pour l'élection des représentants étudiants au CNESER.  Parallèlement à ses études, il travaille à l'Assemblée nationale de 1984 à 1986 comme assistant parlementaire de Bernard Poignant. En 1986, il devient directeur de la Mutualité du Finistère puis en 1989, Bernard Poignant lui demande de devenir son directeur de cabinet lorsqu'il accède à la mairie de Quimper.

### Fonctions et positionnement au sein du PS
Jean-Jacques Urvoas exerce la fonction de Premier secrétaire de la fédération du PS dans le Finistère de 2000 à 2008. Encore inconnu au niveau national, il intègre le conseil national du PS comme membre titulaire à l'issue du congrès de Reims du PS de 2008, lors duquel il vote en faveur de Martine Aubry, expliquant ne pas vouloir d'un « présidentiable ». En mai 2009, Martine Aubry, première secrétaire du PS, le nomme secrétaire national chargé des questions de sécurité, sujet qui ne suscite pourtant pas son intérêt de prime abord. À ce titre, il est le rapporteur général du « Forum des idées » organisé par le PS le 17 novembre 2010 à Créteil qui présenta le pacte national de protection et de sécurité publique développant 22 propositions pour apporter des réponses à la délinquance. À l’automne 2011, il résume dans un livre publié chez Fayard, ses 11 propositions choc pour rétablir la sécurité. À cette période, il soutient Dominique Strauss-Kahn, alors président du Fonds monétaire international. Il annonce son soutien à François Hollande à quelques jours du premier tour de la primaire présidentielle socialiste de 2011.
En 2013, il prend la direction de l'observatoire Thémis de la Fondation Jean Jaurès qui est consacré aux questions de justice et de sécurité et qui rassemble des magistrats, des avocats, des policiers et des gendarmes, des universitaires et des responsables politiques, pour débattre, croiser les regards et décrypter les enjeux juridiques et institutionnels de notre démocratie.

### Élections locales
En 2001, il est candidat sur la liste PS-Verts conduite par Jean-Claude Joseph pour les élections municipales à Quimper. Il est élu conseiller régional de Bretagne en 2004, il devient président du groupe socialiste.

### Député
Il est élu député le 17 juin 2007, pour la XIIIe législature (2007-2012), dans la 1re circonscription du Finistère en battant, au deuxième tour, la députée sortante Marcelle Ramonet (UMP) avec 52,13 % des suffrages. Opposé au cumul des mandats, il démissionne alors de son mandat de conseiller régional. À l'Assemblée nationale, il siège au sein du groupe Socialiste, radical et citoyen. En juillet 2008, il en est élu vice-président chargé de la politique pénale.
Membre de la commission des Lois, il s’investit sur les questions pénitentiaires: il travaille sur le projet de loi portant création du Contrôleur général des lieux de privation de liberté et sur le projet de loi pénitentiaire en tant que responsable du groupe SRC sur la partie « droits des détenus ». En 2008, il s’oppose à la création de la loi concernant la rétention de sûreté proposée par Rachida Dati, alors ministre de la Justice, et en 2010 se montre très critique envers la loi sur les violences en bande défendue par Michèle Alliot-Marie. Il suivra attentivement la révision constitutionnelle de 2008 et les différentes lois assurant sa mise en œuvre, tels le projet de loi sur la procédure législative, la modification du règlement de l'Assemblée, l'instauration de la question prioritaire de constitutionnalité, la création du Défenseur des droits et la mise en place des circonscriptions législatives des Français établis hors de France.
En octobre 2008, il publie, au nom de la commission des Lois, un rapport intitulé « Pour un big bang territorial » dans lequel il formule 10 propositions pour une véritable clarification des compétences des collectivités locales. En 2009, il exprime son opposition à la volonté de Brice Hortefeux, ministre de l’Intérieur, de tripler d'ici 2011 le nombre de caméras de vidéosurveillance au niveau national.
Dans les dernières années de la législature, il interviendra sur les textes organiques comme celui réglementant les nominations présidentielles, ou celui organisant les modalités de destitution du Président de la République mais aussi sur ceux relevant du champ sécuritaire comme la réforme de la garde à vue ou la loi d'orientation et de programmation sur la performance de la sécurité intérieure (LOPPSI).
À l'issue de son premier mandat, il publie aux éditions Odile Jacob avec Magali Alexandre un Manuel de survie à l'Assemblée nationale - l'art de la guérilla parlementaire. Confrontant le droit à la pratique, l'ouvrage convie le lecteur – aspirant député, citoyen curieux ou étudiant – à découvrir le vrai visage du droit parlementaire.

### Président de la Commission des lois
En 2012, Jean-Jacques Urvoas est réélu aux élections législatives de juin avec 62,74 % des voix. Le 26 juin 2012, il est élu président de la Commission des lois constitutionnelles, de la législation et de l'administration générale de la République de l'Assemblée nationale face au député-maire PS de Cachan, Jean-Yves Le Bouillonnec. Sous son initiative, les travaux de la Commission sont - dès la session extraordinaire de juillet 2012 - rendus publics. Ils sont ainsi consultables sur le site internet de l'Assemblée.
Sur les questions institutionnelles, Jean-Jacques Urvoas rend un rapport d’information en avril 2013 pour tirer un premier bilan de la question prioritaire de constitutionnalité : « La QPC : trois ans et déjà grande ». Il y suggère plusieurs évolutions concernant la composition du Conseil Constitutionnel et dénonce en particulier la présence des anciens présidents de la République. Ses idées seront reprises dans une proposition de loi qu’il dépose en mai 2013, tendant à transformer le Conseil constitutionnel en une véritable Cour constitutionnelle.
En octobre 2013, il publie un rapport d’information avec Dominique Bussereau et René Dosière intitulé « Ouvrir un nouveau cycle pour l’avenir de la Nouvelle-Calédonie » appelant à l’émergence d’un nouveau consensus entre les différentes forces politiques du territoire.
À la suite de l’affaire Cahuzac, François Hollande annonce des projets de loi pour la transparence de la vie publique dont il est nommé rapporteur. À ce titre, il renforce les pouvoirs de contrôle et d’investigation de la nouvelle Haute autorité chargée de contrôler les déclarations de patrimoine et les déclarations d’intérêts de plus de 8 000 personnes. Il incite les parlementaires à se déporter lorsqu’ils s’estiment en situation de conflits d’intérêts et fait sortir de l’ombre les collaborateurs parlementaires en les inscrivant dans la loi.
Il est l’auteur et le rapporteur d’une proposition de loi constitutionnelle visant à ratifier la Charte européenne des langues régionales ou minoritaires, qui a été adoptée le 28 janvier 2014 par l’Assemblée nationale à une très large majorité (361 voix pour et 149 contre sur 529 votants).
En juin 2014, il publie un ouvrage intitulé Pour l’Assemblée de Bretagne dans lequel il se prononce en faveur de la création d’une collectivité unique par la fusion de la région et des 4 départements. 
À l’automne 2014, il s’oppose au vote d’un amendement du gouvernement prolongeant le moratoire du droit à une cellule individuelle pour chaque détenu. Il demande  un examen préalable au fond de cette question et publie un rapport sur « l’encellulement individuel dans les  prisons : sortir de l’impasse des  moratoires » rendant compte des auditions de spécialistes de cette question et des visites de nombreuses maisons d’arrêt en état de surpopulation carcérale.
Toujours en 2014, nommé rapporteur sur la réforme du règlement de l’Assemblée nationale initiée par son président Claude Bartolone, il propose notamment des avancées pour limiter la discussion générale en séance publique, créer la fonction de rapporteur général de la commission des Affaires sociales et doter les collaborateurs des députés d'un véritable statut. 
Jean-Jacques Urvoas continue à se préoccuper des questions de sécurité pendant ce second mandat. Au titre de l'Assemblée, il devient dès août 2010 membre de la Commission nationale de contrôle des interceptions de sécurité (CNCIS), autorité administrative indépendante chargée de veiller à la légalité des interceptions de correspondances émises par la voie des communications électroniques. En mai 2013, il publie le premier rapport parlementaire sur le cadre juridique des activités de renseignement intitulé « Pour un État secret au service de notre démocratie » dans lequel il milite pour l’adoption d’une loi visant à légitimer les actions des services, encadrer leurs moyens d’investigation et renforcer leur contrôle. La même année, le groupe écologiste demandent la création d'une Commission d'enquête sur le fonctionnement des services de renseignement français dans le suivi et la surveillance des mouvements radicaux armés, commission dont il est nommé rapporteur. 
En sa qualité de président de la commission des lois, il est l'un des 4 députés siégeant dans la Délégation parlementaire au renseignement, et à ce titre, dépose des amendements dans le cadre de la Loi de programmation militaire, afin d’élargir considérablement les prérogatives de la DPR qui est désormais chargée du « contrôle parlementaire de l’action du Gouvernement en matière de renseignement  et de l’évaluation de la politique publique en ce domaine. Il préside cette structure en 2014 et publie un premier rapport de contrôle contenant 105 propositions destinées à réformer le monde du renseignement.
En 2015, il est rapporteur du projet de loi relatif au renseignement dont le principe a été décidé par le président de la République à l'occasion d'un conseil national du renseignement tenu en juillet 2014. En tant que rapporteur, il dépose près de deux cents amendements afin notamment d'élargir les capacités de contrôle de la future Commission de contrôle des techniques de renseignement, de créer un statut de lanceur d'alerte au sein des services de renseignement ou encore de limiter les durées de conservation des informations collectées. Ce projet de loi relatif au renseignement essuie rapidement des critiques sur l'atteinte aux libertés individuelles qu'elle pourrait impliquer,,,. La loi est largement votée par les députés (438 voix pour, 86 voix contre) puis par les sénateurs (252 voix pour, 67 voix contre). Le 20 juin, après l'alerte lancée par l'actuel président de la Commission nationale de contrôle des interceptions de sécurité (CNCIS), Jean-Marie Delarue, le gouvernement fait savoir qu'il va déposer un amendement afin de supprimer celui de Jean-Jacques Urvoas.
En février 2015, Jean-Jacques Urvoas se rend en Polynésie française au nom de la commission des lois pour vérifier l'application de la loi organique de 2004 organisant l'autonomie de ce territoire. Le compte rendu de sa visite appelle à une amélioration des dispositifs existants et refuse l'idée de créer un statut de « pays associé ». Il s'oppose également à la proposition de Gaston Flosse ouvrant la possibilité au pays de donner localement des directives aux magistrats du parquet, qu'il estime incompatible avec l'idée qu'il se fait d'une justice indépendante. 
Depuis le début de l'année 2015, il est également rapporteur de la Mission d'information permanente sur l'avenir institutionnel de la Nouvelle-Calédonie présidée par Dominique Bussereau.  
Au printemps 2015, dans un rapport remis au Premier ministre, il s'oppose au rétablissement du crime d'« indignité nationale » proposé par la droite pour punir les terroristes. Urvoas y voit une « laïcisation de l'excommunication » et dénonce une notion juridiquement floue et un « contresens historique ». Pour le député du Finistère, une telle mesure serait contre-productive car elle renforcerait la « martyrologie djihadiste ». 
En mai 2015, il publie une note à la fondation Jean Jaurès sur la réforme du Conseil supérieur de la magistrature (CSM). Il appelle à une plus grande autonomie du parquet par rapport au pouvoir exécutif et plaide pour une réforme constitutionnelle permettant d'ériger le CSM en garant de l'indépendance de l'autorité judiciaire.
Fin 2015, Jean-Jacques Urvoas est rapporteur de la proposition de loi organique de modernisation des règles applicables à l'élection présidentielle. Cette loi prévoit, entre autres, le remplacement du principe d'égalité de temps de parole des candidats à l’élection présidentielle par le principe d'équité pendant la période de la campagne dite "intermédiaire" qui dure trois semaines à partir de la validation des candidatures par le Conseil constitutionnel, le décalage de 18h à 19h de la fermeture des bureaux de vote (afin d'éviter les fuites sur les résultats) et une publication plus régulière de l'ensemble des parrainages. Cette proposition de loi se fait critiquer pour empêcher le renouvellement de la classe politique. Toutefois, à l'élection présidentielle suivante, 11 candidats ont pu se présenter au premier tour, contre 10 en 2012 . De plus, la plus grande liberté laissée aux médias audiovisuels a permis l'organisation d'un débat entre les cinq favoris, puis un débat entre les onze candidats, ce qui n'avait jamais été fait dans les élections présidentielles précédentes.
À la suite de l'instauration de l'état d'urgence en novembre 2015, il met en place à l'Assemblée nationale un contrôle parlementaire, afin de permettre des remontées statistiques complètes, des pouvoirs d'enquête spéciaux et un suivi de l'ensemble des mesures. Ce contrôle parlementaire, qualifié d'« inédit » et d'« innovant », retracé dans un rapport, permet de faire un bilan complet de l'état d'urgence et des mesures prises.

### Garde des Sceaux, ministre de la Justice
Le 27 janvier 2016, Jean-Jacques Urvoas est nommé garde des Sceaux, ministre de la Justice, en remplacement de Christiane Taubira, démissionnaire. Il est le second garde des Sceaux nommé durant le quinquennat de François Hollande.
Dès son arrivée, il fait de l’augmentation du budget de son ministère son objectif principal, qualifiant la justice comme étant "à bout de souffle" , "en état d'urgence absolue". Lors du budget suivant, il obtient une augmentation du budget de la justice de 9 % par rapport à la précédente loi de finances, soit 520 millions d'euros, ce qui correspond à la plus importante hausse de l'ensemble du quinquennat.
Dès son arrivée, il est confronté à la surpopulation carcérale,, le nombre de détenus s'approchant de 70 000 pour 58 000 places de prison. Il publie le 20 septembre 2016 un rapport "En finir avec la surpopulation carcérale", qu'il présente à la maison d'arrêt de Fresnes. Afin de lutter contre cette surpopulation carcérale, avec le Premier ministre Manuel Valls, il annonce, le 6 octobre 2016 à Agen, la construction de 33 nouvelles prisons, avec les régions prévues. Il présente, dès le 23 février 2017 les lieux d'implantation de 21 des 33 nouveaux établissements pénitentiaires annoncés le 6 octobre.
Il présente le 3 février 2016 le « projet de loi renforçant la lutte contre le crime organisé, le terrorisme et leur financement, et améliorant l'efficacité et les garanties de la procédure pénale », aussi surnommée loi Urvoas. Ce projet de loi vise à simplifier la procédure pénale comme le souhaitent de nombreux professionnels, renforcer les garanties apportées au justiciable, en particulier au stade de l'enquête initiale et à améliorer l'efficacité de la procédure applicable à la criminalité organisée et au terrorisme. Il est vivement critiqué par certaines ONG et partis politiques,, qui y voient une normalisation des mesures d'exception de l'état d'urgence, une confusion préjudiciable entre police administrative et police judiciaire, un recul de l'indépendance de la justice, une diminution des libertés individuelles ainsi qu'un « permis de tuer » accordé à la police. La loi est promulguée le 4 juin 2016.
En mai 2016, il porte le projet de loi pour la « justice du XXIe siècle » qui vise à rendre la justice plus simple et accessible : la loi prévoit notamment le divorce par consentement mutuel sans passage devant un juge, la facilitation de changement de sexe à l'état civil, la création d'une procédure d'action de groupe ou encore la suppression des tribunaux correctionnels pour mineurs créés par la droite. En 2016, il signe un décret autorisant les notaires déjà installés à être candidats pour l'attribution de nouveaux offices, ce qui génère des protestations de la part de jeunes notaires et des députés rapporteurs de la loi Macron.
En octobre 2016, il présente un plan "Sécurité pénitentiaire et action contre la radicalisation violente", qui vise notamment à faire face à l'afflux de détenus radicalisés. Le plan prévoit notamment la création d'une sous-direction de la sécurité pénitentiaire, la création d'unités d'évaluation de la radicalisation violente et une sécurisation des établissements. En avril 2017, le directeur de l'administration pénitentiaire, Philippe Galli, démissionne,.
Pendant la primaire citoyenne de 2017, il soutient Manuel Valls. À la suite de la défaite de ce dernier face à Benoît Hamon, il annonce, en dépit des désaccords qu'il peut avoir avec son programme, qu'il votera pour le candidat du PS lors du premier tour de l'élection présidentielle, affirmant « ne pas [vouloir] être un frondeur présidentiel comme d’autres ont été des frondeurs gouvernementaux ».
En mai 2017, à la suite du changement de gouvernement, il est remplacé comme ministre de la Justice par François Bayrou.
Lors des élections législatives qui suivent, il est battu par Annaïg Le Meur, dont c’était la première expérience électorale, ce qui constitue une surprise.

### Après le gouvernement
Depuis septembre 2017, Jean-Jacques Urvoas est redevenu maître de conférences. Selon ses propos, rapportés par France Bleu : « Je vais donner des cours [...] à Quimper, mais aussi à l'UBO à Brest, à Paris-Dauphine et aussi à Sciences-Po ». Puis, à partir de septembre 2022, il est nommé professeur des universités en droit public à l'université de Brest.
Il a été candidat aux élections sénatoriales de 2020 dans le Finistère, en troisième position sur la liste PS.

## Affaires judiciaires

### Affaire de la permanence parlementaire
En septembre 2017, Jean-Jacques Urvoas intente une procédure judiciaire au civil contre un membre de l'association finistérienne Cicero, pour violation de la vie privée,.  Le membre de Cicero 29 est condamné au civil en première instance à 2 000 euros de dommages et intérêts provisionnel,.
Selon le magazine L'Express, le lanceur d'alerte avait rendu public les pièces notariées du montage ayant permis à l'ancien garde des Sceaux d'acheter sa permanence parlementaire à Quimper en 2008 avec son indemnité représentative de frais de mandat, une pratique ensuite interdite en 2015,. 
En novembre 2017, l'association Cicero 29 dépose un signalement de plainte auprès du Parquet de Quimper pour des faits pouvant constituer un « détournement de bien public »,. Une enquête préliminaire est ouverte en février 2018 par le parquet de Lorient. Elle est classée sans suite en juillet 2018 au regard de l'absence d'infraction contraire à la loi au moment des faits, législation qui changera le 1er janvier 2018 pour interdire qu'un bien financé avec l'argent public tombe dans le patrimoine personnel d'un parlementaire ,.    

### Condamnation pour violation du secret professionnel en tant que ministre de la Justice
Le Canard enchaîné indique le 13 décembre 2017 que Jean-Jacques Urvoas aurait transmis, dans l’entre-deux-tours de l'élection présidentielle de 2017, des informations confidentielles à l'élu des Hauts-de-Seine Thierry Solère. Jean-Jacques Urvoas est alors garde des Sceaux, et Thierry Solère visé par une enquête pour fraude fiscale, blanchiment et trafic d’influence,. Une copie de ce document, transmis à Thierry Solère grâce à la messagerie chiffrée russe Telegram, est découverte le 26 juin lors d'une perquisition à son domicile. 
Le 13 décembre 2017, le procureur général de la Cour de cassation, Jean-Claude Marin, saisit pour avis la Cour de justice de la République (CJR), seule habilitée à juger les actes des ministres pris dans l'exercice de leurs fonctions. Après l'avis « favorable » émis le 16 janvier 2018 par sa commission des requêtes, la Cour de justice de la République ouvre une enquête le 17 janvier 2018 et met en examen . Le 19 juin 2018, Jean-Jacques Urvoas est  par la Cour de justice pour violation du secret professionnel. Le 30 septembre 2019, à l'issue de son procès, la CJR jugeant que Jean-Jacques Urvoas, « juriste expérimenté, maître de conférences en droit public », ne pouvait ignorer qu'il commettait un délit en transmettant la fiche d'action publique (FAP) à une personne visée par une enquête en cours, le condamne à un mois de prison avec sursis et 5 000 euros d'amende pour violation du secret professionnel. Le procureur général avait requis un an de prison avec sursis.
Michel Pinçon et Monique Pinçon-Charlot supposent que Jean-Jacques Urvoas a pris de tels risques car il espérait être remercié par Thierry Solère, « étoile montante de la Macronie ».

## Ouvrages
- 11 propositions choc pour rétablir la sécurité, Fayard, 2011
- Avec Magali Alexandre, Manuel de survie à l'Assemblée nationale - l'art de la guérilla parlementaire, Odile Jacob, 2012
- Avec Vincent Potier et Jean-Luc Bœuf, Éloge du service public local, La lettre du cadre territorial, coll. « Essais », décembre 2012
- Pour l'Assemblée de Bretagne, Dialogues, 2014
- Le Sénat, Que sais-je, 2019
- Les grandes citations de la Ve République, Dalloz, 2021